# Gomphia likimiensis
Gomphia likimiensis là một loài thực vật có hoa trong họ Ochnaceae. Loài này được (De Wild.) Verdc. mô tả khoa học đầu tiên năm 2005.